# Ryania canescens
Ryania canescens är en videväxtart som beskrevs av August Wilhelm Eichler. Ryania canescens ingår i släktet Ryania och familjen videväxter. Inga underarter finns listade i Catalogue of Life.